# عیسی‌لو
عیسی‌لو، روستایی از توابع بخش مرکزی شهرستان ارومیه استان آذربایجان غربی ایران است.فرهیختگان و افراد اهل قلم  بسیاری از این طایفه اصیل در جامعه کنونی ایران در حال خدمت به مردم هستند  

## جمعیت
این روستا در دهستان باراندوزچای جنوبی قرار داشته و بر اساس سرشماری سال ۱۳۸۵ جمعیّت آن ۷۰ نفر (۲۱ خانوار) بوده‌است.